# Lubbockichthys
Lubbockichthys – rodzaj ryb z rodziny diademkowatych (Pseudochromidae).

## Klasyfikacja
Gatunki zaliczane do tego rodzaju:
- Lubbockichthys multisquamatus
- Lubbockichthys myersi
- Lubbockichthys tanakai